# Ладейный граф
В теории графов ладе́йным гра́фом называется граф, представляющий все допустимые ходы ладьи на шахматной доске — каждая вершина представляет клетку на доске, а рёбра представляют возможные ходы. Ладейные графы являются крайне симметричными совершенными графами — их можно описать в терминах числа треугольников, которым принадлежит ребро и существования цикла длины 4, включающего любые две несмежные вершины.

## Определение
Ладейный граф n × m представляет допустимые ходы ладьи на доске n × m.
Вершинам графа можно задать координаты (x,y), где 1 ≤ x ≤ n и 1 ≤ y ≤ m. Две вершины (x1,y1) и (x2,y2) смежны тогда и только тогда, когда либо x1 = x2, либо y1 = y2. То есть, если они лежат на одной и той же линии клеток (горизонтальной или вертикальной).
Для ладейного графа n × m общее число вершин равно nm. Для квадратной доски n × n число вершин ладейного графа равно {\displaystyle n^{2}} и число рёбер равно {\displaystyle n^{3}-n^{2}}. В последнем случае граф известен как двумерный граф Хэмминга.
Ладейный граф на доске n × m можно определить как прямое произведение двух полных графов Kn {\displaystyle \square } Km. Дополнение ладейного графа 2 × n является короной.

## Симметрия
Ладейные графы вершинно-транзитивны и (n + m − 2)-регулярны. Это единственный класс регулярных графов, который можно построить на основе ходов стандартных шахматных фигур. Если m ≠ n, симметрии ладейных графов образованы независимыми перестановками строк и столбцов графа. Если n = m, у графа появляются дополнительные симметрии, обменивающие строки и столбцы. Ладейный граф для квадратной шахматной доски является симметричным.
Любые две вершины ладейного графа находятся на расстоянии единица либо два, в зависимости от того, являются ли они смежными или нет. Любые две несмежные вершины можно перевести в любые две другие несмежные вершины с помощью симметрии графа. Если ладейный граф не квадратен, пары смежных вершин распадаются на две орбиты группы симметрий согласно их смежности — по горизонтали или по вертикали, но в случае квадратного графа любые две смежные вершины можно перевести из одной в другую с помощью симметрии и, таким образом, граф является дистанционно-транзитивным.
Если m и n взаимно просты, группа симметрий Sm×Sn ладейного графа содержит в качестве подгруппы циклическую группу Cmn = Cm×Cn, которая действует путём перестановки mn вершин циклически. Таким образом, в этом случае ладейный граф является циркулянтным.

## Совершенство

3×3 ладейный граф, раскрашенный тремя цветами, в котором показана клика, имеющая три вершины. В этом графе и во всех его порождённых подграфах хроматическое число равно кликовому числу, так что он является совершенным.

Ладейный граф можно рассматривать как рёберный граф полного двудольного графа Kn,m. То есть, он имеет по вершине для каждого ребра Kn,m и две вершины ладейного графа смежны тогда и только тогда, когда соответствующие рёбра полного двудольного графа имеют общую вершину. С этой точки зрения ребро двудольного графа, соединяющее вершину i одной стороны с вершиной j другой стороны, соответствует клетке шахматной доски с координатами (i,j).
Любой двудольный граф является подграфом полного двудольного графа, а значит любой рёберный граф двудольного графа является порождённым подграфом ладейного графа. Рёберные графы двудольных графов совершенны — в нём и в любом его порождённом подграфе число цветов, необходимых для любой раскраски вершин, равно числу вершин в наибольшей клике. Рёберные графы двудольных графов образуют важное семейство совершенных графов, одно из небольшого числа семейств, использованных Чудновской с соавторами  для описания совершенных графов и для того, чтобы показать, что любой граф без нечётных дыр и антидыр совершенен. В частности, совершенны ладейные графы.
Поскольку ладейные графы совершенны, число цветов, которые нужны для раскраски графа, равно размеру наибольшей клики. Клики ладейного графа являются подмножествами его строк и столбцов и наибольшее из них имеет размер max(m,n), так что это число является хроматическим числом графа. n-цветную раскраску n×n ладейного графа можно рассматривать как латинский квадрат — он описывает способ заполнения строк и столбцов n×n решётки n различными значениями, при котором ни одно значение не появляется дважды в строках и столбцах.
|   | a | b | c | d | e | f | g | h |   |
| - | --- | --- | --- | --- | --- | --- | --- | --- | - |
| 8 | d8 белая ладья · g7 белая ладья · c6 белая ладья · a5 белая ладья · b4 белая ладья · h3 белая ладья · e2 белая ладья · f1 белая ладья | d8 белая ладья · g7 белая ладья · c6 белая ладья · a5 белая ладья · b4 белая ладья · h3 белая ладья · e2 белая ладья · f1 белая ладья | d8 белая ладья · g7 белая ладья · c6 белая ладья · a5 белая ладья · b4 белая ладья · h3 белая ладья · e2 белая ладья · f1 белая ладья | d8 белая ладья · g7 белая ладья · c6 белая ладья · a5 белая ладья · b4 белая ладья · h3 белая ладья · e2 белая ладья · f1 белая ладья | d8 белая ладья · g7 белая ладья · c6 белая ладья · a5 белая ладья · b4 белая ладья · h3 белая ладья · e2 белая ладья · f1 белая ладья | d8 белая ладья · g7 белая ладья · c6 белая ладья · a5 белая ладья · b4 белая ладья · h3 белая ладья · e2 белая ладья · f1 белая ладья | d8 белая ладья · g7 белая ладья · c6 белая ладья · a5 белая ладья · b4 белая ладья · h3 белая ладья · e2 белая ладья · f1 белая ладья | d8 белая ладья · g7 белая ладья · c6 белая ладья · a5 белая ладья · b4 белая ладья · h3 белая ладья · e2 белая ладья · f1 белая ладья | 8 |
| 7 | d8 белая ладья · g7 белая ладья · c6 белая ладья · a5 белая ладья · b4 белая ладья · h3 белая ладья · e2 белая ладья · f1 белая ладья | d8 белая ладья · g7 белая ладья · c6 белая ладья · a5 белая ладья · b4 белая ладья · h3 белая ладья · e2 белая ладья · f1 белая ладья | d8 белая ладья · g7 белая ладья · c6 белая ладья · a5 белая ладья · b4 белая ладья · h3 белая ладья · e2 белая ладья · f1 белая ладья | d8 белая ладья · g7 белая ладья · c6 белая ладья · a5 белая ладья · b4 белая ладья · h3 белая ладья · e2 белая ладья · f1 белая ладья | d8 белая ладья · g7 белая ладья · c6 белая ладья · a5 белая ладья · b4 белая ладья · h3 белая ладья · e2 белая ладья · f1 белая ладья | d8 белая ладья · g7 белая ладья · c6 белая ладья · a5 белая ладья · b4 белая ладья · h3 белая ладья · e2 белая ладья · f1 белая ладья | d8 белая ладья · g7 белая ладья · c6 белая ладья · a5 белая ладья · b4 белая ладья · h3 белая ладья · e2 белая ладья · f1 белая ладья | d8 белая ладья · g7 белая ладья · c6 белая ладья · a5 белая ладья · b4 белая ладья · h3 белая ладья · e2 белая ладья · f1 белая ладья | 7 |
| 6 | d8 белая ладья · g7 белая ладья · c6 белая ладья · a5 белая ладья · b4 белая ладья · h3 белая ладья · e2 белая ладья · f1 белая ладья | d8 белая ладья · g7 белая ладья · c6 белая ладья · a5 белая ладья · b4 белая ладья · h3 белая ладья · e2 белая ладья · f1 белая ладья | d8 белая ладья · g7 белая ладья · c6 белая ладья · a5 белая ладья · b4 белая ладья · h3 белая ладья · e2 белая ладья · f1 белая ладья | d8 белая ладья · g7 белая ладья · c6 белая ладья · a5 белая ладья · b4 белая ладья · h3 белая ладья · e2 белая ладья · f1 белая ладья | d8 белая ладья · g7 белая ладья · c6 белая ладья · a5 белая ладья · b4 белая ладья · h3 белая ладья · e2 белая ладья · f1 белая ладья | d8 белая ладья · g7 белая ладья · c6 белая ладья · a5 белая ладья · b4 белая ладья · h3 белая ладья · e2 белая ладья · f1 белая ладья | d8 белая ладья · g7 белая ладья · c6 белая ладья · a5 белая ладья · b4 белая ладья · h3 белая ладья · e2 белая ладья · f1 белая ладья | d8 белая ладья · g7 белая ладья · c6 белая ладья · a5 белая ладья · b4 белая ладья · h3 белая ладья · e2 белая ладья · f1 белая ладья | 6 |
| 5 | d8 белая ладья · g7 белая ладья · c6 белая ладья · a5 белая ладья · b4 белая ладья · h3 белая ладья · e2 белая ладья · f1 белая ладья | d8 белая ладья · g7 белая ладья · c6 белая ладья · a5 белая ладья · b4 белая ладья · h3 белая ладья · e2 белая ладья · f1 белая ладья | d8 белая ладья · g7 белая ладья · c6 белая ладья · a5 белая ладья · b4 белая ладья · h3 белая ладья · e2 белая ладья · f1 белая ладья | d8 белая ладья · g7 белая ладья · c6 белая ладья · a5 белая ладья · b4 белая ладья · h3 белая ладья · e2 белая ладья · f1 белая ладья | d8 белая ладья · g7 белая ладья · c6 белая ладья · a5 белая ладья · b4 белая ладья · h3 белая ладья · e2 белая ладья · f1 белая ладья | d8 белая ладья · g7 белая ладья · c6 белая ладья · a5 белая ладья · b4 белая ладья · h3 белая ладья · e2 белая ладья · f1 белая ладья | d8 белая ладья · g7 белая ладья · c6 белая ладья · a5 белая ладья · b4 белая ладья · h3 белая ладья · e2 белая ладья · f1 белая ладья | d8 белая ладья · g7 белая ладья · c6 белая ладья · a5 белая ладья · b4 белая ладья · h3 белая ладья · e2 белая ладья · f1 белая ладья | 5 |
| 4 | d8 белая ладья · g7 белая ладья · c6 белая ладья · a5 белая ладья · b4 белая ладья · h3 белая ладья · e2 белая ладья · f1 белая ладья | d8 белая ладья · g7 белая ладья · c6 белая ладья · a5 белая ладья · b4 белая ладья · h3 белая ладья · e2 белая ладья · f1 белая ладья | d8 белая ладья · g7 белая ладья · c6 белая ладья · a5 белая ладья · b4 белая ладья · h3 белая ладья · e2 белая ладья · f1 белая ладья | d8 белая ладья · g7 белая ладья · c6 белая ладья · a5 белая ладья · b4 белая ладья · h3 белая ладья · e2 белая ладья · f1 белая ладья | d8 белая ладья · g7 белая ладья · c6 белая ладья · a5 белая ладья · b4 белая ладья · h3 белая ладья · e2 белая ладья · f1 белая ладья | d8 белая ладья · g7 белая ладья · c6 белая ладья · a5 белая ладья · b4 белая ладья · h3 белая ладья · e2 белая ладья · f1 белая ладья | d8 белая ладья · g7 белая ладья · c6 белая ладья · a5 белая ладья · b4 белая ладья · h3 белая ладья · e2 белая ладья · f1 белая ладья | d8 белая ладья · g7 белая ладья · c6 белая ладья · a5 белая ладья · b4 белая ладья · h3 белая ладья · e2 белая ладья · f1 белая ладья | 4 |
| 3 | d8 белая ладья · g7 белая ладья · c6 белая ладья · a5 белая ладья · b4 белая ладья · h3 белая ладья · e2 белая ладья · f1 белая ладья | d8 белая ладья · g7 белая ладья · c6 белая ладья · a5 белая ладья · b4 белая ладья · h3 белая ладья · e2 белая ладья · f1 белая ладья | d8 белая ладья · g7 белая ладья · c6 белая ладья · a5 белая ладья · b4 белая ладья · h3 белая ладья · e2 белая ладья · f1 белая ладья | d8 белая ладья · g7 белая ладья · c6 белая ладья · a5 белая ладья · b4 белая ладья · h3 белая ладья · e2 белая ладья · f1 белая ладья | d8 белая ладья · g7 белая ладья · c6 белая ладья · a5 белая ладья · b4 белая ладья · h3 белая ладья · e2 белая ладья · f1 белая ладья | d8 белая ладья · g7 белая ладья · c6 белая ладья · a5 белая ладья · b4 белая ладья · h3 белая ладья · e2 белая ладья · f1 белая ладья | d8 белая ладья · g7 белая ладья · c6 белая ладья · a5 белая ладья · b4 белая ладья · h3 белая ладья · e2 белая ладья · f1 белая ладья | d8 белая ладья · g7 белая ладья · c6 белая ладья · a5 белая ладья · b4 белая ладья · h3 белая ладья · e2 белая ладья · f1 белая ладья | 3 |
| 2 | d8 белая ладья · g7 белая ладья · c6 белая ладья · a5 белая ладья · b4 белая ладья · h3 белая ладья · e2 белая ладья · f1 белая ладья | d8 белая ладья · g7 белая ладья · c6 белая ладья · a5 белая ладья · b4 белая ладья · h3 белая ладья · e2 белая ладья · f1 белая ладья | d8 белая ладья · g7 белая ладья · c6 белая ладья · a5 белая ладья · b4 белая ладья · h3 белая ладья · e2 белая ладья · f1 белая ладья | d8 белая ладья · g7 белая ладья · c6 белая ладья · a5 белая ладья · b4 белая ладья · h3 белая ладья · e2 белая ладья · f1 белая ладья | d8 белая ладья · g7 белая ладья · c6 белая ладья · a5 белая ладья · b4 белая ладья · h3 белая ладья · e2 белая ладья · f1 белая ладья | d8 белая ладья · g7 белая ладья · c6 белая ладья · a5 белая ладья · b4 белая ладья · h3 белая ладья · e2 белая ладья · f1 белая ладья | d8 белая ладья · g7 белая ладья · c6 белая ладья · a5 белая ладья · b4 белая ладья · h3 белая ладья · e2 белая ладья · f1 белая ладья | d8 белая ладья · g7 белая ладья · c6 белая ладья · a5 белая ладья · b4 белая ладья · h3 белая ладья · e2 белая ладья · f1 белая ладья | 2 |
| 1 | d8 белая ладья · g7 белая ладья · c6 белая ладья · a5 белая ладья · b4 белая ладья · h3 белая ладья · e2 белая ладья · f1 белая ладья | d8 белая ладья · g7 белая ладья · c6 белая ладья · a5 белая ладья · b4 белая ладья · h3 белая ладья · e2 белая ладья · f1 белая ладья | d8 белая ладья · g7 белая ладья · c6 белая ладья · a5 белая ладья · b4 белая ладья · h3 белая ладья · e2 белая ладья · f1 белая ладья | d8 белая ладья · g7 белая ладья · c6 белая ладья · a5 белая ладья · b4 белая ладья · h3 белая ладья · e2 белая ладья · f1 белая ладья | d8 белая ладья · g7 белая ладья · c6 белая ладья · a5 белая ладья · b4 белая ладья · h3 белая ладья · e2 белая ладья · f1 белая ладья | d8 белая ладья · g7 белая ладья · c6 белая ладья · a5 белая ладья · b4 белая ладья · h3 белая ладья · e2 белая ладья · f1 белая ладья | d8 белая ладья · g7 белая ладья · c6 белая ладья · a5 белая ладья · b4 белая ладья · h3 белая ладья · e2 белая ладья · f1 белая ладья | d8 белая ладья · g7 белая ладья · c6 белая ладья · a5 белая ладья · b4 белая ладья · h3 белая ладья · e2 белая ладья · f1 белая ладья | 1 |
|   | a | b | c | d | e | f | g | h |   |

Независимое множество в ладейном графе — это множество вершин, никакие две из которых не принадлежат одной строке или столбцу графа. В терминах шахмат это соответствует расположению ладей, никакие две из которых не атакуют друг друга. Совершенные графы можно также описать как графы, в которых для любого порождённого подграфа размер наибольшего независимого множества равен числу клик в разложении вершин графа на минимальное число клик. В ладейном графе множество строк или столбцов (какое из них меньше) образует такое оптимальное разложение. Размер наибольшего независимого множества равен, таким образом, min(m,n). Любая оптимальная раскраска в ладейном графе является максимальным независимым множеством.

## Описание
Мун  описывает ладейный граф m × n как единственный граф, имеющий следующие свойства:
- Он имеет mn вершин, каждая из которых инцидентна n + m − 2 рёбрам.
- mn(m −1)/2 рёбер принадлежат m − 2 треугольникам, а оставшиеся mn(n −1)/2 рёбер принадлежат n − 2 треугольникам.
- Любые две несмежные вершины принадлежат единственному циклу из 4 вершин.

Если n = m, эти условия можно упростить до утверждения, что ладейный граф n×n является сильно регулярным графом с параметрами
srg(n2, 2n − 2, n − 2, 2), и что любой сильно регулярный граф
с такими параметрами должен быть ладейным графом n×n если n≠4. Если n=4, существует ещё один сильно регулярный граф, а именно, граф Шрикханде, который имеет такие же параметры, что и ладейный граф 4×4.
Граф Шрикханде отличается от ладейного графа 4×4 тем, что окрестность любой вершины графа Шрикханде связана в цикл длины 6, в то время как в ладейном графе они принадлежат двум треугольникам.

## Доминирование
Число доминирования графа — это минимальный размер множества среди всех доминирующих множеств. В ладейном графе множество вершин является доминирующим множеством тогда и только тогда, когда любая клетка доски либо принадлежат множеству, либо на один ход от элемента множества. Для доски m×n число доминирования равно min(m,n) .
Для ладейного графа k-доминирующее множество — это множество вершин, соответствующие клетки которых атакуют все остальные клетки (ходом ладьи) по меньшей мере k раз. k-кратное доминирующее множество для ладейного графа — это множество вершин, соответствующие клетки которых атакуют все остальные клетки (ходом ладьи) по меньшей мере k раз и атакуют свои же клетки не менее k − 1 раз. Минимальный размер среди всех k-доминирующих множеств и k-кратных доминирующих множеств — это k- доминирующее число и k-кратное доминирующее число, соответственно. На квадратной доске для чётных k k-доминирующее число равно nk/2 при n ≥ (k2 − 2k)/4 и k < 2n. Аналогично k-кратное доминирующее число равно n(k + 1)/2 когда k нечётно и меньше чем 2n .